# Pampasowiec
Pampasowiec (Chrysocyon) – rodzaj ssaków z rodziny psowatych (Canidae).

## Zasięg występowania
Rodzaj obejmuje jeden żyjący współcześnie gatunek występujący w Ameryce Południowej.

## Morfologia
Długość ciała 95–115 cm, długość ogona 38–50 cm; masa ciała 20,5–30 kg.

## Systematyka
Rodzaj zdefiniował w 1839 roku angielski przyrodnik Charles Hamilton Smith w publikacji własnego autorstwa poświęconej historii naturalnej psowatych z serii wydawniczej The Naturalist’s Library. Na gatunek typowy Smith wyznaczył (oznaczenie monotypowe) pampasowca grzywiastego (Ch. brachyurus).

### Etymologia
- Chrysocyon: gr. χρυσος khrusos ‘złoto’; κυων kuōn, κυνος kunos ‘pies’[8].
- Stereocyon: gr. στερεος stereos ‘solidny, mocny’[9]; κυων kuōn, κυνος kunos ‘pies’[10]. Gatunek typowy (oryginalne oznaczenie): Canis nehringi Ameghino, 1902 (= Canis brachyurus Illiger, 1815).

### Podział systematyczny
Do rodzaju należy jeden występujący współcześnie gatunek:
- Chrysocyon brachyurus (Illiger, 1815) – pampasowiec grzywiasty

Opisano również wymarły gatunek z pliocenu Ameryki Północnej:
- Chrysocyon nearcticus Tedford, Wang Xiaoming & B.E. Taylor, 2009